# 松田正隆
松田 正隆（まつだ まさたか、1962年 - ）は、日本の劇作家・演出家、立教大学教授。日本劇作家協会所属（過去に理事を務めたこともある）。

## 来歴
長崎県北松浦郡出身。長崎県立猶興館高等学校、立命館大学文学部哲学科卒業。
1990年、劇団「時空劇場」を設立し、作・演出を手掛ける。代表作は『紙屋悦子の青春』『どん底』『蜻蛉』『坂の上の家』『海と日傘』『月の岬』など。
1997年に同劇団を解散。その後フリーの劇作家として活躍している。
2004年には平田オリザ（演出）と組んで『天の煙』の劇作を担当。舞台戯曲の他、黒木和雄監督作品『美しい夏キリシマ』にて映画脚本を手がけ、『紙屋悦子の青春』は映画化されている。
また2003年より、京都を拠点とする演劇カンパニー「マレビトの会」を結成し、再び演出も担当するようになった。「マレビトの会」の代表作に『島式振動器官』『王女Ａ』『パライゾノート』『アウトダフェ』『クリプトグラフ』『声紋都市ー父への手紙』『PARK CITY』など。『アウトダフェ』が国外で英語上演、『クリプトグラフ』をエジプト、中国、インドで上演するなど、その活動は海外にも広がる。
2009年、文化庁新進芸術家在外研修員としてイスラエルに留学。
京都造形芸術大学客員教授、2012年立教大学現代心理学部映像身体学科教授。

## 主な受賞作
- 1993年 『坂の上の家』（第1回OMS戯曲賞大賞受賞）
- 1994年 『海と日傘』（第40回岸田國士戯曲賞受賞、第2回OMS戯曲賞特別賞受賞）
- 1998年 『月の岬』（第5回読売演劇大賞最優秀作品賞受賞）
- 1999年 『夏の砂の上』（第50回読売文学賞戯曲・シナリオ賞）

## 著書
- 『海と日傘』白水社　1996
- 『雲母坂 松田正隆戯曲集』深夜叢書社　2002